# Tuintoerisme
Tuintoerisme is een soort toerisme waarbij men botanische tuinen en plaatsen die met de geschiedenis van het tuinieren te maken hebben bezoekt. 'Tuintoeristen' reizen individueel in landen waar ze zich thuis voelen of vergezellen anderen tijdens georganiseerde 'tuintrips' naar landen waar men misschien problemen met de taal of het vinden van een verblijfplaats kan ervaren.
De lijst van beroemde tuinen die toeristen aantrekken houdt in: Sissinghurst Castle Garden en Stourhead in Engeland, Giverny en Versailles en andere kasteeltuinen zoals bij het kasteel van Villandry in Frankrijk, Keukenhof in Nederland, Villa d'Este en Villa Lante in Italië, Alhambra in Spanje, Longwood Gardens en Filoli in de Verenigde Staten en Taj Mahal in India.
In het jaar 2000 trokken de Taj Mahal en het Alhambra beide meer dan 2 miljoen bezoekers.
Er zijn diverse tuinstijlen zoals de Japanse tuin, Engelse tuin en de Franse tuin.
Michel de Montaigne was een van de eerste 'tuintoeristen' om zijn gevoel bij het zien van tuinen vast te leggen. Ook John Evelyn en Fynes Moryson deden dit. In het begin van de 21e eeuw had Engeland het grootste aantal tuinen die openstonden voor het grote publiek. Meer dan 3500 tuinen waren toen opgenomen in de Gardens of England and Wales Open for Charity (the 'Yellow Book').

## Externe link

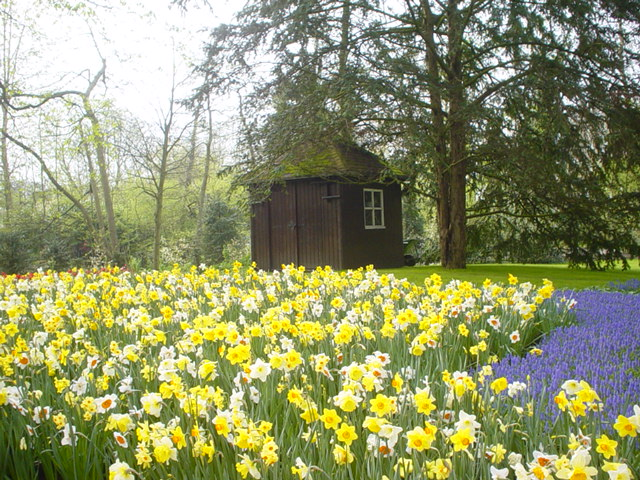
De Keukenhof

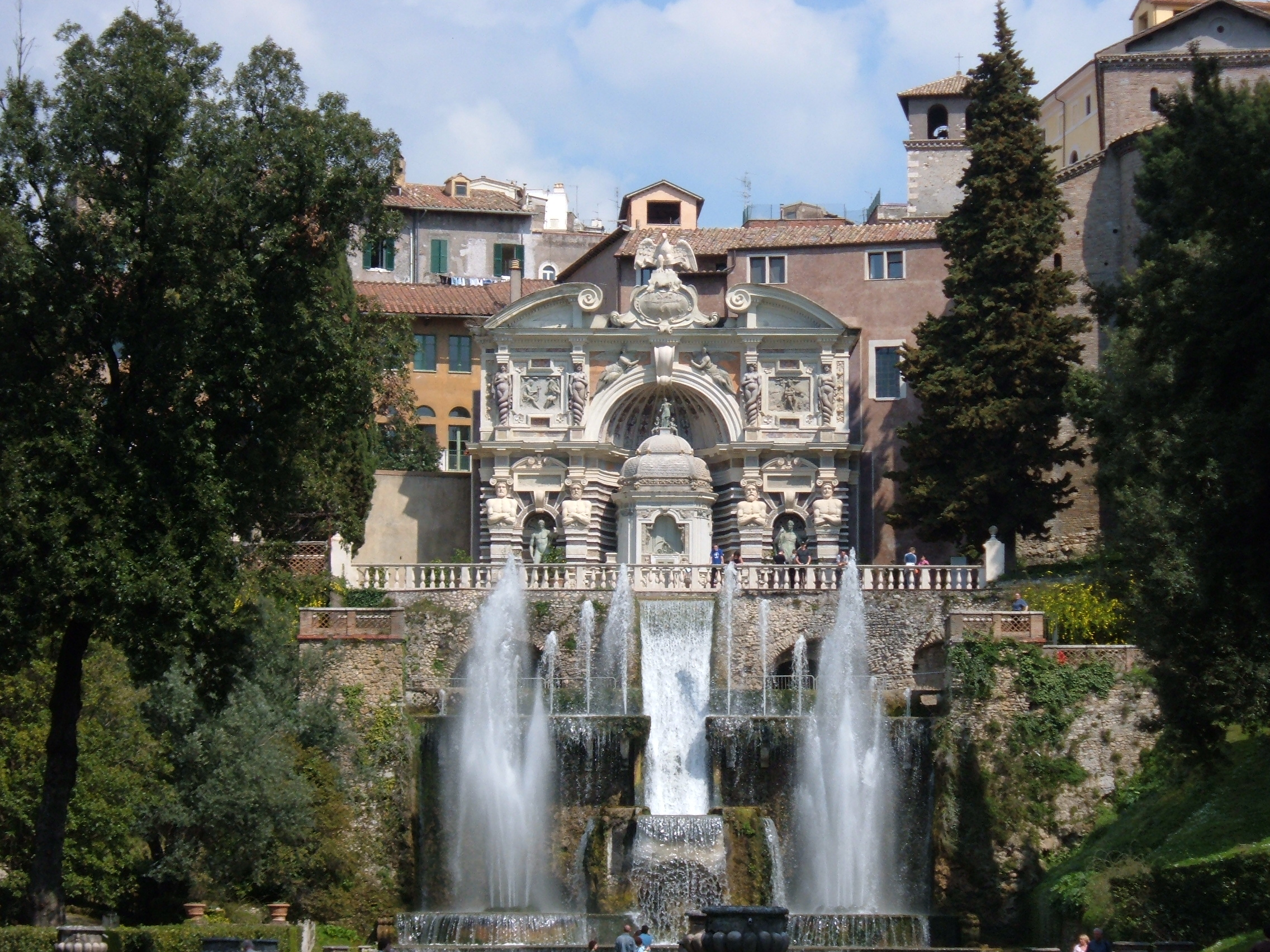
Villa d'Este